# Larkton
Larkton var en civil parish 1866–2015 när det uppgick i No Mans Heath and District, i distriktet Cheshire West and Chester, i Storbritannien. Det ligger i grevskapet Cheshire och riksdelen England, i den södra delen av landet, 250 km nordväst om huvudstaden London. Civil parish hade 28 invånare år 2001. Byn nämndes i Domedagsboken (Domesday Book) år 1086, och kallades då Lavorchedone.